# Lee Dong-gun
Lee Dong-gun (sinh ngày 26 tháng 7 năm 1980) là nam diễn viên người Hàn Quốc được biết đến qua các phim truyền hình Cô dâu nhỏ xinh, Chuyện tình Paris, Tìm lại nụ cười.

## Đời tư
Vào ngày 20 tháng 3 năm 2008, em trai 19 tuổi của Lee Dong-gun là Lee Joon-yub, sinh viên Đại học Sydney, khi đi cùng một người bạn và bị sát hại bằng nhiều nhát dao khi đụng độ với hai thanh thiếu niên người Hoa thuộc băng đảng thiếu niên phạm pháp gần một cửa hàng ăn nhanh Hungry Jack's ở World Square, Sydney, Úc. Người bạn đi cùng là Song Jung-ho 22 tuổi bị thương nghiêm trọng nhưng may mắn sống sót. Nam diễn viên đã bay sang Sydney để nhận diện thi thể của người em và tham dự một buổi lễ cầu nguyện requiem tại nhà thờ thuộc St. John's College; sau buổi lễ, gia đình anh đã mang tro cốt của Lee Joon-yub về Seoul.
Lee Dong-gun tham gia nghĩa vụ quân sự bắt buộc vào ngày 15 tháng 6 năm 2010 tại khu bảo tồn 102 ở Chuncheon, tỉnh Gangwon với 4 tuần huấn luyện cơ bản tiếp theo là 21 tháng làm nhiệm vụ.. Nam diễn viên phục vụ tại Cơ quan truyền thông quốc phòng của Bộ Quốc phòng và được bổ nhiệm làm Đại sứ danh dự của Quân đội. Cuối cùng anh xuất ngũ vào ngày 28 tháng 3 năm 2012, và cùng ngày được bổ nhiệm làm đại sứ quảng bá cho Giải đua xe công thức 1 Hàn Quốc tổ chức tại Korea International Circuit vào tháng 10.
Tháng 2 năm 2017, anh và thành viên nhóm nhạc nữ T-ara, Park Ji-yeon thông báo chia tay sau 2 năm hẹn hò. Cặp đôi từng tuyên bố mối quan hệ vào tháng 7 năm 2015 trong khi tham gia phim điện ảnh Encounter.
Ngày 28 tháng 2 năm 28, 2017, Lee Dong-gun và bạn diễn trong phim truyền hình Laurel Tree Tailors, nữ diễn viên Jo Yoon-hee xác nhận hẹn hò. Ngày 2 tháng 5 năm 2017, công ty quản lý tuyên bố Lee Dong-gun đã đăng ký kết hôn chính thức với bạn gái và cả hai đang chờ đón con đầu lòng.. Vào ngày 29 tháng 5 năm 2020, họ ly dị do những khác biệt không thể hòa giải.

## Sự nghiệp
Tuy được mọi người biết đến qua nhiều vai diễn để đời, nhưng ít ai biết rằng Lee Dong-gun ra mắt lần đầu tiên trước công chúng là với vai trò ca sĩ. Song song với nghiệp diễn, anh cũng đã phát hành nhiều album ca nhạc bằng cả tiếng Hàn và tiếng Nhật.
Năm 2005, Lee Dong-gun đã quyết định tạm dừng việc diễn xuất do chịu áp lực khá nặng nề. Tuy nhiên, đến năm 2006, anh đã lấy lại tinh thần và tiếp tục công việc với dự án phim truyền hình Tìm lại nụ cười.
Trong buổi họp mặt người hâm mộ tổ chức ngày 5 tháng 12 năm 2005 tại Nhật Bản, Lee Dong-gun đã tuyên bố sẽ phát hành quyển sách ảnh đầu tiên, đính kèm theo đó là một đĩa DVD tự làm, áp phích và bưu thiếp. Tiếng tăm của Lee Dong-gun đã được người hâm mộ Nhật Bản đón nhận khá nhiệt tình sau vai diễn trong hai bộ phim đình đám Chuyện tình Paris và Bạn trai tôi nhóm máu B.
Sau đó, Lee Dong-gun đã được mời đến tham dự Hội chợ Hallyu châu Á tổ chức tại đảo Jeju từ ngày 28 tháng 11 năm 2006. Hội chợ sẽ kéo dài trong vòng 100 ngày. Sự kiện này được tổ chức nhằm quảng bá nền văn hóa Hàn Quốc ra khắp châu Á và được trông đợi sẽ đón tiếp khoảng 150.000 khách du lịch đến tham quan.
Ngày 15 tháng 6 năm 2008, Lee Dong-gun đã phát hành album My Biography gồm 6 ca khúc tiếng Hàn, 6 ca khúc tiếng Nhật và 2 ca khúc không lời. Album này được phát hành lần đầu tiên tại Nhật, sau đó mới được giới thiệu ở Hàn Quốc.
Tháng 12 năm 2011, 3 tháng trước khi xuất ngũ, Lee Dong-gun công bố là đã ký hợp đồng quản lý với công ty Mask Entertainment, cũng là công ty quản lý của các diễn viên gạo cội như Jung Bo-suk, Park Sung-woon, Kim Sung-oh, Oh Hyun-kyung và Kim Ok-vin. Tuy nhiên, đến tháng 10 năm 2012, Lee Dong-gun đã quyết định từ bỏ Mask Entertainment để sang đầu quân cho FNC Entertainment, công ty quản lý của CNBLUE và FT Island. Theo đó, FNC Entertainment sẽ chịu trách nhiệm độc quyền về các hoạt động và dự án trở lại của anh.
Năm 2013, Lee Dong-gun trở lại màn ảnh nhỏ với bộ phim truyền hình theo mô-típ vượt thời gian Lấy anh em dám không, đóng cặp với Yoon Eun-hye.

## Âm nhạc

### Các album đã phát hành

#### Hàn Quốc
| Năm  | Tên album                                                  | Hãng thu âm |
| ---- | ---------------------------------------------------------- | ----------- |
| 1998 | Time to Fly                                                |             |
| 1998 | Hoping my wishes reach heaven (나의 바램이 저 하늘 닿기를) |             |
| 1998 | Propose (프로포즈)                                         |             |
| 1999 | El Dorado                                                  |             |
| 2000 | Whenever it is (그게 언제라도)                             |             |
| 2000 | Much More                                                  |             |
| 2004 | Beautiful Start (아름다운 시작)                            |             |

#### Nhật Bản
| Năm  | Tên album               | Hãng thu âm                                     |
| ---- | ----------------------- | ----------------------------------------------- |
| 2008 | Tsukiakari (ツキアカリ) | Columbia Records Sony Music Entertainment Japan |
| 2008 | My Biography            |                                                 |

### Đĩa đơn
- Salad Song - Yoon Eun-hye ft. Lee Dong-gun

## Các phim đã tham gia

### Phim ca nhạc
- 1998: Wandering stars (방황하는 별들)

### Phim điện ảnh
| Năm  | Tên phim                | Vai diễn        | Ghi chú |
| ---- | ----------------------- | --------------- | ------- |
| 2002 | Family                  | Ha Young-chul   |         |
| 2004 | Bạn trai tôi nhóm máu B | Young-bin       |         |
| 2007 | Aega                    | Lee Dong-gun    |         |
| 2007 | Love Now                | Park Young-joon |         |

### Phim truyền hình
| Năm  | Tên phim                                             | Vai diễn           | Đài       |
| ---- | ---------------------------------------------------- | ------------------ | --------- |
| 1999 | Gwangkki                                             | Lee Dong-wook      | KBS       |
| 2000 | Ba người bạn                                         | Lee Dong-gun       | MBC       |
| 2001 | Can't help being born well                           | Lee Dong-gun       | KBS       |
| 2002 | Tự lập                                               | Han Dong-jin       | MBC       |
| 2002 | Lovers                                               | Vai diễn khách mời | MBC       |
| 2002 | Friends                                              | Park Kyung-joo     | MBC       |
| 2002 | The thought of wearing rubber shoes on the wrong way | Kim Hee-yun        | MBC       |
| 2003 | I'll love you til I die                              | Lee Gwang-sik      | MBC       |
| 2003 | Tìm lại tình yêu                                     | Kang Min-suk       | KBS       |
| 2003 | Ling Ling                                            | Tae-hoon           | MBC       |
| 2003 | Heungboo's get lucky                                 | Park Sang-goo      | SBS       |
| 2003 | No Choon-hyang vs Ahn Mong-ryong                     | Lee Chae-hoon      | MBC       |
| 2004 | Cô dâu nhỏ xinh                                      | Kwon Hyuk-joon     | KBS       |
| 2004 | Chuyện tình Paris                                    | Yoon Soo-hyuk      | SBS       |
| 2004 | Chuyện hợp tan                                       | Han Dong-joo       | SBS       |
| 2006 | Tìm lại nụ cười                                      | Ban Ha-jin         | SBS       |
| 2008 | Night after Night                                    | Kim Bum-sang       | MBC       |
| 2013 | Lấy anh em dám không                                 | Kim Shin           | KBS       |
| 2017 | Vương hậu 7 ngày                                     | Lee Yung           | KBS       |
| 2018 | Sketch                                               | Kim Do-jin         | JTBC      |
| 2018 | Where Stars Land                                     | Seo In-woo         | KBS2      |
| 2019 | Leverage (Băng trộm siêu đẳng)                       | Lee Tae-joon       | TV Chosun |

### Phim chiếu mạng
| Năm  | Tiêu đề          | Vai            | Kênh phát sóng | Ghi chú               | Ref.   |
| ---- | ---------------- | -------------- | -------------- | --------------------- | ------ |
| 2016 | Hello Mr. Right  | Zhou Yuteng    | iQiyi          | Chinese drama         |        |
| 2022 | Kiss Sixth Sense | Hong Sung-joon | Disney+        | Cameo (Tập. 1, 10-12) |        |
| 2023 | Celebrity        | Jin Tae-jeon   | Netflix        |                       | [ 25 ] |

## Music video
- Tardy Love – Eun Hyul
- A Day – Position
- Last Farewell – Big Bang
- Don't Love Her – Lee Hyori
- Salad Song – Lee Dong-gun ft. Yoon Eun-hye
- Tomorrow – 4Tomorrow

## Quảng cáo
- 2000: Vimm's Outfitters catalogue
- 2000: Kem Haitai
- 2000: Himart 3 part CF
- 2003: Mì ăn liền Ottogi
- 2004: Bánh quy Orion nhân đậu phộng
- 2004: Người mẫu thời trang nhãn hiệu HUM
- 2004: Cambridge Brentwood catalogue model
- 2004: Siêu thị Favore
- 2004: Lotte Wellbeing jelly drink
- 2004: Nespot Swing phone
- 2004 – 2005: GS E-Shopping
- 2005: Cambridge Brentwood catalogue model
- 2006: Chasesult
- 2006 – : Mỹ phẩm Queenmi

## Giải thưởng
| Năm  | Giải thưởng                                | Hạng mục                                                                                     | Phim đề cử           | Kết quả   |
| ---- | ------------------------------------------ | -------------------------------------------------------------------------------------------- | -------------------- | --------- |
| 2004 | André Kim Best Star Awards lần thứ 2       | Giải thưởng ngôi sao xuất sắc nhất hạng mục Nam diễn viên                                    |                      | Đoạt giải |
| 2004 | SBS Drama Awards                           | Top Ten Stars                                                                                | Chuyện tình Paris    | Đoạt giải |
| 2004 | SBS Drama Awards                           | Top Ten Stars                                                                                | Chuyện hợp tan       | Đoạt giải |
| 2004 | SBS Drama Awards                           | Giải thưởng xuất sắc hạng mục Nam diễn viên trong phim truyền hình thể loại Special Planning | Chuyện hợp tan       | Đoạt giải |
| 2004 | Dong-a TV Fashion Beauty Awards            | Mặc đẹp nhất                                                                                 |                      | Đoạt giải |
| 2005 | Giải thưởng Nghệ thuật Baeksang lần thứ 41 | Nam diễn viên được yêu thích hạng mục Phim truyền hình                                       | Chuyện tình Paris    | Đoạt giải |
| 2008 | Korea Best Dresser Awards lần thứ 25       | Swan Award hạng mục Nam diễn viên                                                            |                      | Đoạt giải |
| 2008 | Giải thưởng truyền hình MBC                | Nam diễn viên xuất sắc                                                                       | Night after Night    | Đoạt giải |
| 2008 | Lễ hội Hallyu Seoul                        | Huân chương đóng góp                                                                         |                      | Đoạt giải |
| 2008 | Giải thưởng Nghệ thuật Baeksang lần thứ 45 | Nam diễn viên được yêu thích hạng mục Phim truyền hình                                       | Night after Night    | Đề cử     |
| 2013 | Giải thưởng Truyền hình KBS 2013           | Cặp đôi đẹp nhất với Yoon Eun-hye                                                            | Lấy anh em dám không | Đề cử     |
| 2013 | Giải thưởng Truyền hình KBS 2013           | Nam diễn viên xuất sắc                                                                       | Lấy anh em dám không | Đề cử     |